# Янко Обочки
Янко Борисов Обочки (на македонска литературна норма: Јанко Обочки) е виден неврохирург, министър на здравеопазването на Югославия и на Социалистическа република Македония.

## Биография
Обочки е роден в западномакедонския град Дебър в 1935 година, тогава в Югославия. Работи като директор на Градската обща болница в Скопие от 1970 до 1986 година. В 1973 година основава Неврохирургическо отделение в Градската болница в Скопие. От 1982 г. е член на ЦК на Съюза на комунистите на Македония.
От 1986 до 1988 година е съюзен министър на здравеопазването, а от 1988 до 1991 година – републикански.